# Trenes Argentinos Recursos Humanos
Trenes Argentinos Recursos Humanos (legalmente Administradora de Recursos Humanos Ferroviarios) fue una empresa pública argentina especializada en la gestión de personal. Fue creada en 2013 por disposición del Ministerio del Interior y Transporte como continuidad de Ferrocarril General Belgrano Sociedad Anónima (FGBSA), que había sido escindida de Ferrocarriles Argentinos en 1993 para la privatización de servicios de cargas pero con los años terminó abocada al pago de sueldos. La empresa era una Sociedad Anónima con Participación Estatal Mayoritaria (SAPEM).
En 2018, tras no haberse fusionado con Trenes Argentinos Operaciones (SOFSE), la empresa cambió de nombre a Trenes Argentinos Capital Humano (DECAHF), legalmente Desarrollo del Capital Humano Ferroviario S.A.

## Creación de Ferrocarril General Belgrano SA
Ferrocarril General Belgrano Sociedad Anónima (FGBSA) fue creada como empresa estatal en 1993 para operar en forma transitoria hasta su concesión la red de cargas del Ferrocarril General Belgrano de la red ferroviaria argentina. Fue escindida de la línea General Belgrano de Ferrocarriles Argentinos como parte del programa de privatización ferroviaria del gobierno de Carlos Menem, ante la falta de interesados para hacerse cargo de la concesión de la misma. Previamente habían sido cancelados todos los servicios de pasajeros de larga distancia, mientras que los servicios metropolitanos del Gran Buenos Aires fueron agrupados en la empresa FEMESA.
Ferrocarril General Belgrano S.A. operó servicios cargueros en la red del Ferrocarril General Belgrano hasta que el 16 de noviembre de 1999 fueron entregados en concesión a la empresa Belgrano Cargas S.A., propiedad del sindicato Unión Ferroviaria y la Cooperativa de Trabajo Laguna Paiva; esta última se desvincularía con los años, quedando sola la Unión Ferroviaria como titular de la concesión. El contrato de concesión fue aprobado dos años más tarde, disponiendo por otro lado la liquidación de FGBSA. Esta, sin embargo, nunca se hizo efectiva.

### Modificación de la actividad de la empresa
En 2004 Ferrocarril General Belgrano S.A. quedó oficialmente a cargo del resguardo del archivo de documentación de Ferrocarriles Argentinos y FEMESA. Adicionalmente, se hizo responsable del Centro Nacional de Capacitación Ferroviaria (CENACAF) y pasó a emplear al personal de las líneas ferroviarias metropolitanas de Buenos Aires cuyas concesiones fueron rescindidas por el Estado. Hasta 2013 empleó al personal de Belgrano Cargas Sociedad Anónima y dependieron de ella los Talleres Ferroviarios de Tafí Viejo, siendo ambos transferidos a la nueva empresa estatal Belgrano Cargas y Logística tras su creación. El decreto de creación de la nueva empresa instruyó al Ministerio del Interior y Transporte, por otro lado, a realizar modificaciones en el objeto y razón social de FGBSA.

### Transformación en Administradora de Recursos Humanos Ferroviarios
En junio de 2013, una resolución del ministro del Interior y Transporte Florencio Randazzo dispuso el cese de la intervención de Ferrocarril General Belgrano SA y su conversión en la Administradora de Recursos Humanos Ferroviarios. En los considerandos de la resolución se justifica la conversión de la empresa en la asignación a FGBSA de "nuevas actividades que difieren sustancialmente del objeto para la que fue oportunamente constituida", actividades que "en las áreas de recursos humanos y capacitación resultan fundamentales en el marco del proyecto estratégico para la recuperación de la actividad ferroviaria".
Además, teniendo en cuenta que la empresa estaba constituida por un único socio desde la liquidación de Ferrocarriles Argentinos —posibilidad vedada por la ley de Sociedades Comerciales—, la resolución estableció la transferencia del 1% del paquete accionario a la Administración de Infraestructuras Ferroviarias (ADIF) y el cambio del tipo jurídico al de Sociedad Anónima con Participación Estatal Mayoritaria (SAPEM). La resolución preveía la futura conversión de la empresa en una Sociedad del Estado, al igual que ADIF y la Sociedad Operadora Ferroviaria (SOFSE).

### Conversión a Trenes Argentinos Capital Humano
En 2015, a través del decreto 428/2015, se dispuso la fusión de la Administradora de Recursos Humanos Ferroviarios (ARHF) con la Operadora Ferroviaria del Estado (SOFSE). A pesar de esto, el proceso nunca se llevó a cabo tras el cambio de gobierno, el cual decidió mantener a las dos empresas separadas y cambió el nombre de la ARHF a Desarrollo del Capital Humano Ferroviario S.A.